# Swainsona stenodonta
Swainsona stenodonta är en ärtväxtart som beskrevs av Ferdinand von Mueller. Swainsona stenodonta ingår i släktet Swainsona och familjen ärtväxter. Inga underarter finns listade i Catalogue of Life.